# Hans-Rudolf Merz
Hans-Rudolf Merz (ur. 10 listopada 1942) – szwajcarski polityk, członek Rady Kantonów w latach 1997–2003, członek Szwajcarskiej Rady Związkowej od 2004 do 2010, prezydent Szwajcarii na rok 2009.

## Życiorys
Studiował na Uniwersytecie w St. Gallen. Został członkiem Radykalno-Demokratycznej Partii Szwajcarii, w latach 1969–1974 był sekretarzem organizacji partyjnej w Sankt Gallen.
W 1997 został członkiem wyższej izby parlamentu, Rady Kantonów jako reprezentant kantonu Appenzell Ausserrhoden. 10 grudnia 2003 został wybrany członkiem Szwajcarskiej Rady Związkowej (rządu) w miejsce Kaspara Villigera. Urząd objął 1 stycznia 2004, będąc odpowiedzialnym za departament finansów. Był wiceprezydentem Szwajcarii na rok 2008, a następnie prezydentem w roku 2009. Przed wyborem do składu rządu pracował jako menedżer w szeregu przedsiębiorstw.
6 sierpnia 2010 ogłosił rezygnację ze stanowiska w Szwajcarskiej Radzie Związkowej, w której 1 listopada 2010 zastąpił go Johann Schneider-Ammann.